# Haplolobus monophyllus
Haplolobus monophyllus är en tvåhjärtbladig växtart som beskrevs av H. F. Lam. Haplolobus monophyllus ingår i släktet Haplolobus och familjen Burseraceae. Inga underarter finns listade i Catalogue of Life.